# Moriz Gmelin
Moriz Friedrich Gmelin (* 20. Juli 1839 in Ludwigsburg; † 14. Dezember 1879 in Karlsruhe) war ein deutscher Archivar.

## Leben
Moriz Gmelin, Sohn eines Kaufmanns, studierte nach der Ausbildung am Seminar Blaubeuren evangelische Theologie an der Universität Tübingen. Seit 1858 war er Mitglied der Studentenverbindung Tübinger Königsgesellschaft Roigel. Ab 1861 war er als Vikar in Oberstenfeld tätig. Drei Jahre danach wurde er Lehrer einer Schule in Friedrichsdorf. Ab 1865 war er Privatlehrer in Karlsruhe sowie Volontär in der dortigen Hofbibliothek. Kurz zuvor hatte ihm die Universität Tübingen den theologischen Doktorgrad verliehen. 1868 wurde er in Unterriexingen Pfarrverweser, gab die Stelle aber schon im nächsten Jahr auf. 
Er widmete sich einer Tätigkeit als Gehilfe am großherzoglichen badischen General-Landes-Archiv in Karlsruhe. Drei Jahre danach ernannte man ihn zum Assessor, 1874 beförderte man ihn zum Archivrat. Während des Krieges von 1870/71 half Gmelin auch beim Deutschen Roten Kreuz. 
Gmelin war Mitarbeiter der Allgemeinen Deutschen Biographie und steuerte ihr zehn Artikel bei, neun von ihnen über bedeutende Mitglieder der Familie Gmelin.  Er veröffentlichte zahlreiche Aufsätze und Rezensionen in der Zeitschrift für die Geschichte des Oberrheins und anderen Zeitschriften. 
Ab 1877 war Gmelin mit Johanna geb. Gmelin aus Karlsruhe verheiratet.

## Veröffentlichungen (Auswahl)
- Eine Urkunde die Currende in Speyer betreffend, vom Jahre 1540. In: Jahrbücher für Philologie und Pädagogik; Jahrgang 16, 1870; Abteilung 2.
- Zur Geschichte der Spitäler in Pforzheim, in: Zeitschrift für die Geschichte des Oberrheins, Band 24, Karlsruhe 1872, S. 327–399.
- Stammbaum der Familie Gmelin. Karlsruhe 1877.
- Beitraege zur Geschichte der Schlacht bei Wimpfen. Karlsruhe 1880.